# Dracula: Prince of Darkness

Blut fur Dracula

Dracula: Prince of Darkness é um filme britânico de 1966, do gênero terror, dirigido por Terence Fisher para a Hammer Film Productions, em associação com a Seven Arts. É a segunda aparição de Christopher Lee como o Conde Drácula, papel que marcou sua carreira.

## Sinopse
Mesmo depois que o conde Drácula foi destruído pelo dr. Van Helsing (no filme Horror of Dracula), sua lenda ainda amedronta a população local. Jovens casais em férias na região dos montes Cárpatos são aconselhados por moradores a desistir de seus planos, pois uma maldição vive escondida no interior da floresta. Julgando tratar-se de mera superstição, os viajantes ignoram o aviso e partem em direção ao desconhecido. Abandonados pelo cocheiro em plena floresta, eles chegam a um castelo.

## Elenco
- Christopher Lee - Conde Drácula
- Barbara Shelley - Helen Kent
- Andrew Keir - Padre Sandor
- Francis Matthews - Charles Kent
- Suzan Farmer - Diana Kent
- Charles Tingwell - Alan Kent
- Thorley Walters - Ludwig
- Philip Latham - Klove
- Walter Brown - Irmão Mark
- George Woodbridge - Taberneiro
- Jack Lambert - Irmão Peter
- Philip Ray - Priest
- Joyce Hemson  - Mãe
- John Maxim - Cocheiro